# Schwedt (zámek)
Schwedt je zaniklý zámek ve stejnojmenném městě Schwedt v zemském okrese Ukerská marka v Německu ve spolkové zemi Braniborsko. Jednalo se o rezidenci vedlejší větve rodu Hohenzollernů Braniborských-Schwedtských. Zámek byl během druhé světové války silně poničen. Ruiny staveb byly v roce 1962 strženy.

## Historie
V 17. století bylo město Schwedt odkoupeno Žofií Doroteou Šlesvicko-Holštýnsko-Sonderbursko-Glücksburskou, druhou manželkou kurfiřta Fridricha Viléma I. Braniborského, jenž vychovávala jejich nejstaršího syna Filipa Viléma Braniborsko-Schwedtského, který však měl pramalé vyhlídky na trům, a proto si pro něj přála vystavět velkolepou rezidenci. Již krátce po koupi povolala holandského architekta Cornelise Ryckwaerta, jemuž dala za úkol přestavět původní renesanční schwedtský zámek. Stavba, která prošla přestavbou mezi léty 1553–1569, se nacházela následkem třicetileté války v zbídačeném stavu. Ryckwaertova přestavba, v níž byly zakomponovány prvky staré stavby, trvala do roku 1685. V letech 1701–1704 bylo vystavěno severní křídlo, pod vedením dvorního stavitele Martina Heinricha Böhmeho. V této době byl zámek typickou barokní stavbou o třech křídlech, inspirovanou nizozemskými předlohami. Průčelí, orientované k baroknímu parku, bylo zakončeno dvěma věžemi a zdůrazněno středovým rizalitem. Před městské průčelí byl situován čestný dvůr. Cesta k zámku byla lemována sto metrů dlouhou kaštanovou alejí.
Zámek byl od roku 1689 až do 18. století nepřetržitě obýván. Však v 19. a 20. století byl spíše liduprázdný. Fridrich Ludvík Karel Pruský nechal Friedrichem Gillym roku 1794 přebudovat řadu interiéru do klasicistního slohu. Od roku 1904 bydlel na zámku brunšvický regent Albrecht Pruský. Až do roku 1945 zůstal objekt v majetku rodu Hohenzollernů.
Na jaře 1945 byl zámek silně poničen granátovou palbou. Podnět pro stržení zbytků staveb dal generální tajemník Sjednocené socialistické strany Německa Walter Ulbricht v roce 1962 se slovy "Tento relikt junkerů musí pryč." Poslední zbytky zámky byly odklizeny roku 1969. Na místě zámku byl zřízen kulturní dům, v němž dnes sídlí schwedtské divadlo Uckermärkische Bühnen Schwedt.
Bývalý zámecký park byl mezi léty 2009–2012 přetvořen v Europäischer Hugenottenpark, ve kterém jsou situovány kopie rokokových soch pruského sochaře Friedricha Christiana Glumeho a také historické sluneční hodiny z roku 1740.
13. dubna 2018 byl slavnostně odhalen model bývalého schwedtského zámku, vytvořený v poměru 1:33. Jedná se o zinkový odlitek s barevným nátěrem stojící na pískovcovém soklu. Tento projekt byl uskutečněn díky darům od schwedtských firem a občanů.

## Galerie

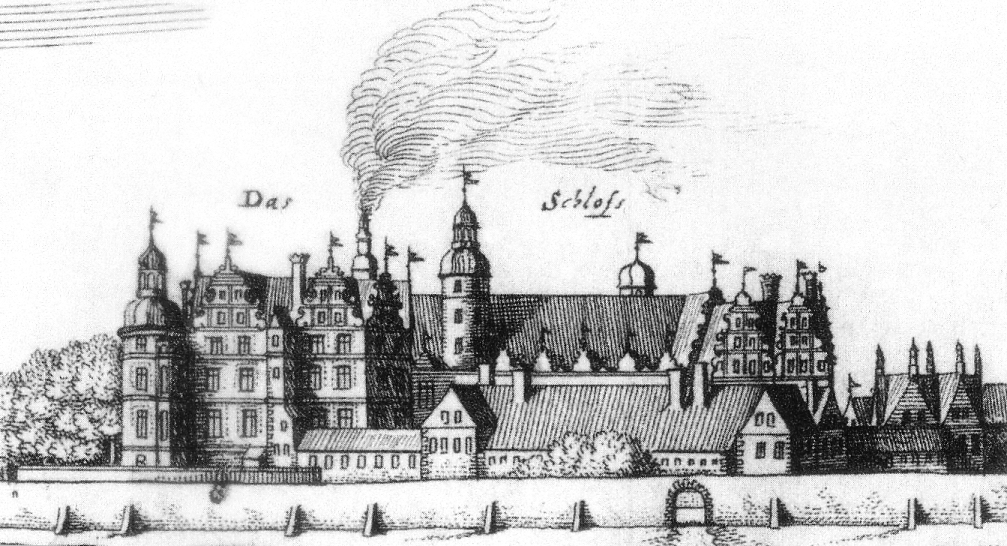
Pohled na zámek z roku 1652
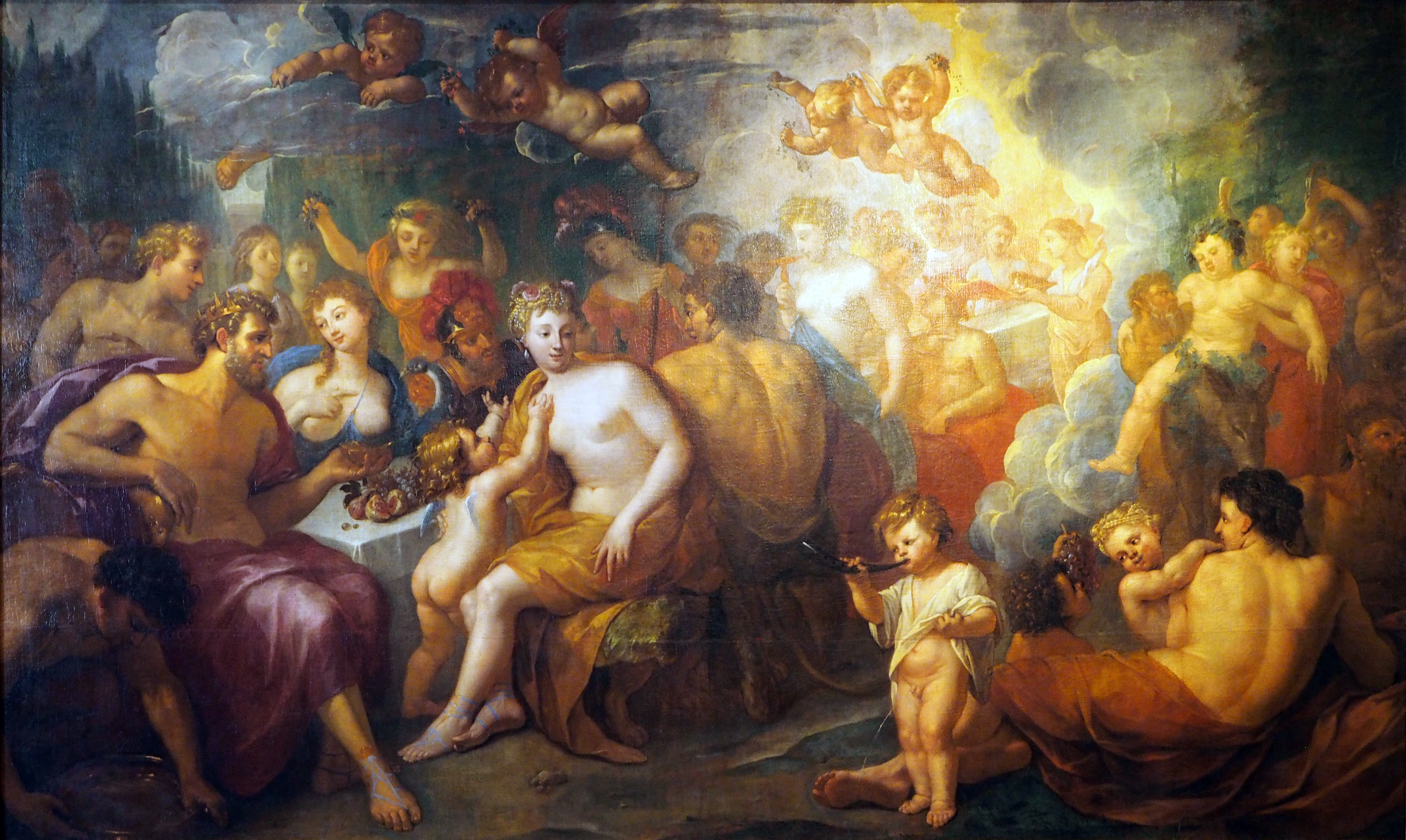
Obraz Bohové na Olympu od Nicolaese Wielinga - možný původní mobiliář zámku